# Alticorpus macrocleithrum
 Alticorpus macrocleithrum és una espècie de peix de la família dels cíclids i de l'ordre dels perciformes.

## Morfologia
Els mascles poden assolir els 12,7 cm de longitud total.

## Distribució geogràfica
Es troba a l'Àfrica oriental: llac Malawi.